# Josep Maria Reniu i Vilamala
Josep Maria Reniu i Vilamala (Vic, Osona, 1969) és un politòleg català. Va ser membre del Consell Assessor per a la Transició Nacional.
Llicenciat en Ciències Polítiques i Sociologia per la Universidad Complutense de Madrid (1993). Postgrau en Dret Constitucional i Ciència Política pel Centro de Estudios Constitucionales (1994) i doctor en Ciència Política i de l'Administració per la Universitat de Barcelona (2001). La seva tesi doctoral portà per títol "Las teorías de las coaliciones políticas revisadas: la formación de gobiernos minoritarios en España, 1977-1996" i va ser dirigida per Jordi Matas i Dalmases.
Des del 2007 és professor titular d'universitat de Ciència Política i de l'Administració a la Universitat de Barcelona. Ha estat professor visitant a universitats Complutense de Madrid, de Vic, de Mèxic, els Estats Units, l'Argentina i França.
Des de l’any 2010 lidera l’equip de recerca de l’Observatori dels Governs de Coalició (OGC), format per una vintena d’investigadors catalans, espanyols i llatinoamericans, així com des del 2003 forma part de l’Observatori del Vot Electrònic (OVE), amb els quals ha realitzat tasques d’assessoria, anàlisi i observació electoral a nivell nacional i internacional.
Fins al 2023 ha publicat 40 articles acadèmics, 22 llibres i ha col·laborat en una cinquantena de llibres.
Membre del Consell Assessor per a la Transició Nacional (CATN), ha estat membre de la Comissió d’Experts per al disseny de les bases de la llei electoral de Catalunya (2007).
El 2016 va ser nomenat director de l'Oficina per a la Millora de les Institucions d'Autogovern del Departament de la Vicepresidència i d'Economia i Hisenda.